# Deborah Estrin

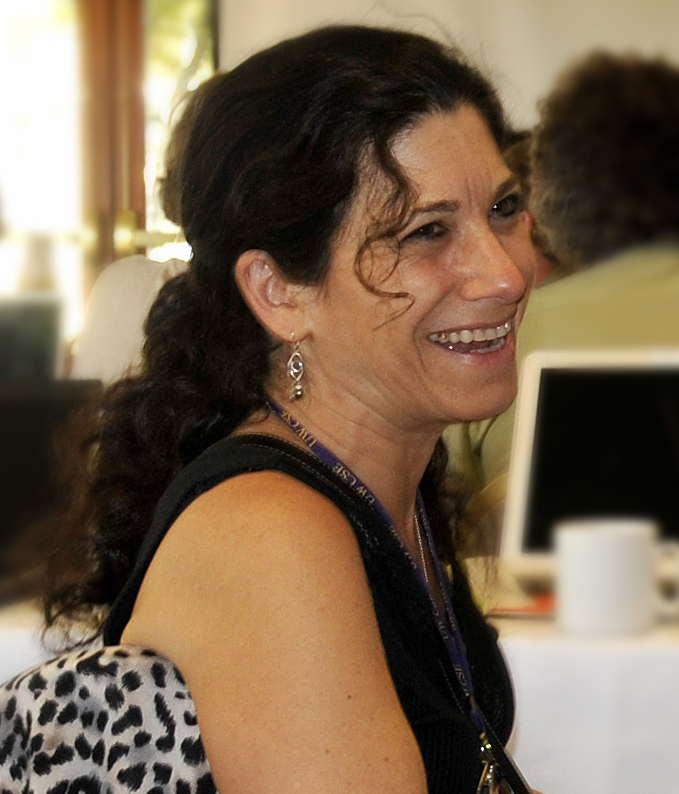
Deborah Estrin 2009

Deborah Estrin (* 6. Dezember 1959 in Los Angeles) ist eine US-amerikanische Informatikerin. Sie ist Professorin für Informatik an der Cornell University (Cornell Tech) und Professorin für Öffentliche Gesundheit (Public Health) am Weill Cornell Medical College.

## Leben und Wirken
Sie ist die Tochter der Informatiker und Professoren an der UCLA Thelma Estrin und Gerald Estrin. Deborah Estrin studierte an der University of California, Berkeley mit dem Bachelor-Abschluss 1980 und am Massachusetts Institute of Technology, an dem sie 1985 in Informatik bei Jerome Saltzer (* 1939) promoviert wurde (Access to Inter-Organization Computer Networks). Danach war sie an der University of Southern California (USC). Ab 2000 war sie Professorin an der University of California, Los Angeles (UCLA) und ab 2013 an der Cornell University.
An der UCLA war sie Jon Postel Professor für Computernetzwerke und 2001 Gründungsdirektorin des Center for Embedded Networked Sensing (CENS).
Estrin ist für Pionierarbeiten zu Sensornetzwerken bekannt (Embedded Network Sensing, ENS). An der USC befasste sie sich in den 1980er Jahren mit dem Entwurf von Netzwerk- und Routing-Protokollen und Software-Werkzeugen für große globale Netzwerke. Ihre Beschäftigung mit Sensornetzwerken begann Ende der 1990er Jahre mit dem Schwerpunkt auf Netzwerken zur Umwelt-Beobachtung. Mit John Heidemann und Wei Ye entwickelte sie 2001 Sensor Media Access Control. In jüngster Zeit beschäftigte sie sich mit Netzwerken mit mobilen Sensoren (wie von den Handys von Teilnehmern) mit Anwendungen zum Beispiel im Gesundheitssystem. 2011 war sie Mitgründerin des Open-Source-Projekts „Open mHealth“.

## Auszeichnungen und Ehrungen
Sie ist Fellow der American Academy of Arts and Sciences (2007) und der National Academy of Engineering (2009) und Ehrendoktor an der EPFL in Lausanne und in Uppsala. Sie ist Fellow des IEEE, der Association for Computing Machinery und der American Association for the Advancement of Science. 2017 wurde ihr der IEEE Internet Award verliehen, 2018 eine MacArthur Fellowship. 2019 wurde Estrin in die National Academy of Medicine gewählt. Für 2022 wurde Estrin die John-von-Neumann-Medaille der IEEE zugesprochen.